# 보증보험
보증보험(Surety, guarantee insurance)이란 * 보험계약자인 채무자의 채무불이행으로 인하여 채권자가 입게 되는 손해의 전보를 보험자가 인수하는 것을 내용으로 하는 손해보험의 한 종류이다.

## 한국
1970년대 대한보증보험공사가 설립되었고 그 후 민영화되면서 대한보증보험과 한국보증보험의 두 회사가 1997년도까지 존재하였다. 경제위기로 두 회사는 합병되었고 공적자금이 투입되면서 현재의 서울보증보험이 생겼으며 예금보험공사의 자회사가 되었다. 서울보증보험의 경우, 공공기관은 아니나 예금보험공사가 지분의 93% 이상을 소유하고 있어 사실상 공기업의 특성을 띠고 있고 신원보증보험, 계약보증보험 등의 상품을 독점적으로 공급하고 있다. 그밖에 신용보증기금, 대한주택보증, 기술보증기금, 한국해양보증 등 공기업이 각각의 특성에 맞는 보증보험을 제공하고 있다. 우리나라의 경우 공공기관이 보증보험을 독점적으로 제공하고 있다.

## 판례
형식적으로는 채무자의 채무불이행을 보험사고로 하는 보험계약이나 실질적으로는 보증의 성격을 가지고 보증계약과 같은 효과를 목적으로 하므로, 민법의 보증에 관한 규정이 보증보험계약에도 적용된다

## 참고 문헌
- 이기수∙최병규∙김인현, 『보험∙해상법』, 박영사, 2008. ISBN 9788910515210

## 같이 보기
- 서울보증보험
- 한국해양보증
- 신용보증기금
- 기술보증기금
- 대한주택보증
- 대한민국 민법 제446조
- 대한민국 민법 제445조